# St Stephen, Hertfordshire
St Stephen är en civil parish i Storbritannien.   Den ligger i distriktet St Albans i grevskapet Hertfordshire i England, i den södra delen av landet, 28 km nordväst om huvudstaden London.